# Polymer siêu hấp thụ

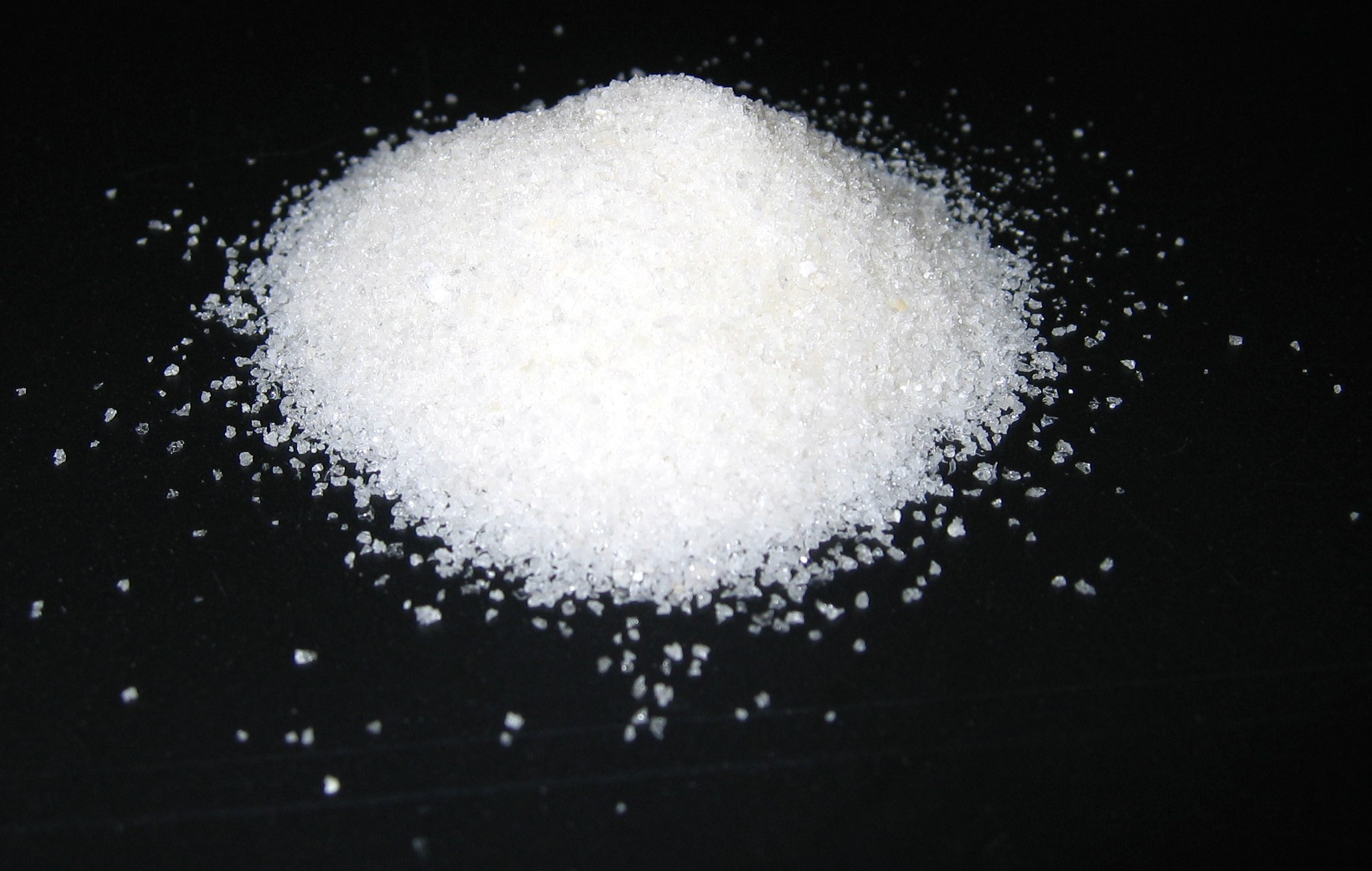
Bột polymer siêu hấp thụ

Polymer siêu hấp thụ, superabsorbent polymer (SAP) có thể hấp thụ và giữ lại một lượng cực lớn chất lỏng so với khối lượng của chính nó.
Các polyme hấp thụ nước, được phân loại là hydrogel khi trộn, hấp thụ các dung dịch nước thông qua liên kết hydro với các phân tử nước. Khả năng hấp thụ nước của SAP phụ thuộc vào nồng độ ion của dung dịch nước. Trong nước khử ion và nước cất, một SAP có thể hấp thụ gấp 300 lần trọng lượng của nó  (từ 30 đến 60 lần thể tích của chính nó) và có thể trở thành chất lỏng tới 99,9%, nhưng khi cho vào dung dịch muối 0,9%, độ hấp thụ giảm xuống khoảng 50 lần trọng lượng của nó.     Sự có mặt của các cation hóa trị trong dung dịch làm cản trở khả năng liên kết của polyme với phân tử nước.
Tổng độ hấp thụ và khả năng trương nở được kiểm soát bởi loại và mức độ của các liên kết chéo được sử dụng để tạo ra gel. Các SAP liên kết chéo mật độ thấp thường có khả năng hấp thụ cao hơn và phình ra ở mức độ lớn hơn. Những loại SAP này cũng có sự hình thành gel mềm hơn và dính hơn. Các polyme mật độ liên kết chéo cao thể hiện khả năng hấp thụ và trương nở thấp hơn, nhưng độ bền của gel cứng hơn và có thể duy trì hình dạng hạt ngay cả dưới áp lực khiêm tốn.
Việc sử dụng lớn nhất của SAP được tìm thấy trong các sản phẩm vệ sinh dùng một lần cá nhân, chẳng hạn như tã trẻ em, tã người lớn và băng vệ sinh.  SAP đã ngừng sử dụng băng vệ sinh do những năm 1980 lo ngại về mối liên hệ với hội chứng sốc nhiễm độc.  SAP cũng được sử dụng để ngăn chặn sự xâm nhập của nước vào nguồn điện ngầm hoặc cáp truyền thông, trong bê tông tự phục hồi , chất giữ nước làm vườn, kiểm soát sự cố tràn hóa chất và chất thải nước và tuyết nhân tạo cho điện ảnh và giai đoạn sản xuất. Việc sử dụng thương mại đầu tiên của SAP là vào năm 1978 để sử dụng trong băng vệ sinh phụ nữ ở Nhật Bản và khăn trải giường dùng một lần cho bệnh nhân ở các viện dưỡng lão tại Hoa Kỳ. Các ứng dụng ban đầu tại thị trường Mỹ là với các nhà sản xuất tã nhỏ trong khu vực cũng như Kimberly-Clark.